# Castra Traiana
Castrul a fost ridicat în unghiul pe care îl face întâlnirea râului Trant cu râul Olt. 

## Descriere
Zidul de piatră avea o grosime de 1,50 m și a fost construit prin tehnica opusincertum. Este dublat de un șanț de apărare, respectiv turnuri patrulatere care îi depășeau conturul. Înăuntru, s-au delimitat urmele barăcilor militare de lemn. Se crede că fortificația de piatră a fost construită în timpul domniei lui Hadrian, ipoteză dezvoltată privind construcția fortificației și a obiectelor dezgropate. Apare ștampila cohortei I Hispanorum, care ar fi putut fi folosită în timpul domniei lui Traian sau Hadrian. 